# Acronicta cyparissae
Acronicta cyparissae är en fjärilsart som beskrevs av Jacob Hübner 1818. Acronicta cyparissae ingår i släktet Acronicta och familjen nattflyn. Inga underarter finns listade i Catalogue of Life.